# Государственный переворот в Бурунди (ноябрь 1966)
Государственный переворот в Бурунди в ноябре 1966 года — переворот, осуществлённый полковником Мишелем Мичомберо против короля Нтаре V.
26 ноября 1966 года 26-летний премьер-министр Бурунди Мишель Мичомберо в результате государственного переворота сверг 19-летнего короля (мвами) Нтаре V, который на момент переворота находился за пределами страны. 19 ноября Мичомберо объявил о свержении монархии, и Королевство Бурунди стало президентской республикой с Мичомберо в качестве ее первого главы государства.

## Предпосылки
Ноябрьский переворот 1966 года был последним из трех переворотов, произошедших в Бурунди в течение 1965 и 1966 годов. Предыдущие перевороты (в октябре 1965 и июле 1966 года) последовали за убийством премьер-министра страны Пьера Нгендандумве 15 января 1965 года и первые парламентские выборы в стране в мае 1965 года. Убийства, попытки переворота, спорные выборы и кампании этнической чистки в совокупности до предела накалили межэтнические отношения и политическую обстановку.

## Последствия
Первым шагом капитан Мичомберо объявил о роспуске королевского правительства и принял на себя прерогатив главы государства. Артемон Симбананийе, занимавший пост министра юстиции, был назначен Генеральным прокурором республики. Губернаторов сменили офицеры. До формирования нового правительства на временное основе был создан Национальный комитет революции под председательством Мичомберо, состоявший только из офицеров.
Выступив по радио, Мичомберо заявил: «Дружественным странам я прошу не вмешиваться в наши внутренние дела... Я хочу дать понять, что наши международные обязательства будут соблюдаться. Наша внешняя политика остается неизменной. Наши узы дружбы с дружественными странами остаются нетронутыми. Наши отношения с соседними странами братских республик Конго-Киншаса, Танзания и Руанда будут улучшены. Свобода вероисповедания будет гарантирована... Я гарантирую безопасность всех граждан Бурунди и всех иностранцев».
После ноябрьского переворота отношения Бурунди с Руандой несколько улучшились, и ожидалось, что дипломатические отношения между двумя государствами вскоре будут возобновлены.
Ноябрьский переворот 1966 года стал третьим переворотом в Бурунди за 13 месяцев. Мишель Мичомберо консолидировал политическую власть, установил жесткий диктаторский режим и правил страной до своего свержения в 1976 году.